# Монтазель
Монтазе́ль (фр. Montazels) — коммуна во Франции, находится в регионе Лангедок — Руссильон. Департамент коммуны — Од. Входит в состав кантона Куиза. Округ коммуны — Лиму.
Код INSEE коммуны — 11240.

## Население
Население коммуны на 2008 год составляло 492 человека.
| 1962 | 1968 | 1975 | 1982 | 1990 | 1999 | 2008 |
| ---- | ---- | ---- | ---- | ---- | ---- | ---- |
| 382  | 399  | 459  | 462  | 506  | 469  | 492  |

## Экономика
В 2007 году среди 293 человек в трудоспособном возрасте (15—64 лет) 196 были экономически активными, 97 — неактивными (показатель активности — 66,9 %, в 1999 году было 70,4 %). Из 196 активных работали 178 человек (91 мужчина и 87 женщин), безработных было 18 (10 мужчин и 8 женщин). Среди 97 неактивных 15 человек были учениками или студентами, 55 — пенсионерами, 27 были неактивными по другим причинам.

## Достопримечательности
- Замок Монтазель
- Церковь Сент-Сесиль 1004 года
- Часовня 1834 года